# Nicholas Wiseman

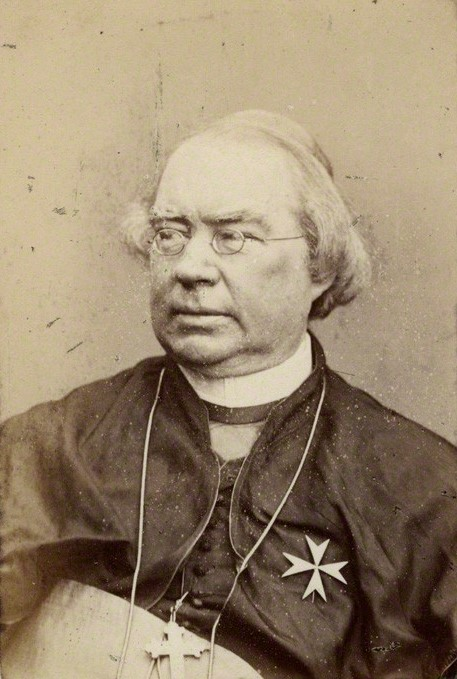
Nicholas kardinaal Wiseman

Nicholas Patrick Stephen Wiseman (Sevilla, 2 augustus 1802 - Londen, 15 februari 1865) was een Brits geestelijke en kardinaal van de Rooms-Katholieke Kerk. Hij was de zoon van de handelsondernemer James Wiseman en diens tweede vrouw Xaviera Strange, die op het moment van Nicholas' geboorte in Sevilla woonden. Na de dood van zijn vader in 1805 keerde Xaviera met haar kinderen terug naar Engeland. Wiseman bezocht het seminarie in de buurt van Durham (Ushaw College) en studeerde vervolgens aan het Engels College in Rome, waar hij in 1824 promoveerde in de theologie.
Hij werd in 1825 priester gewijd en bleef vervolgens in Rome, waar hij vice-rector en later rector werd van het Engels College. Ook doceerde hij enige tijd Oriëntalistiek aan de Sapienza. Paus Leo XII benoemde hem tot curator van de oosterse codices in de Biblioteca Apostolica Vaticana. Onderwijl had Wiseman de verantwoordelijkheid voor de zielzorg aan in Rome verblijvende landgenoten. Ook gaf hij regelmatig lezingen over de verhouding tussen de wetenschap en de geopenbaarde religie.
In 1840 benoemde paus Gregorius XVI hem tot titulair bisschop van Melipotamus en tot een van de apostilsch vicarissen van Engeland. Hij was zeer betrokken bij de overgang van John Henry Newman van de Anglicaanse naar de Katholieke Kerk. Ondertussen zette hij zich in voor het herstel van de bisschoppelijke hiërarchie in Groot-Brittannië. Dit kreeg in 1850 onder paus Pius IX, met de bul Universalis Ecclesiae, zijn beslag. Wiseman werd benoemd tot eerste aartsbisschop van Westminster en tijdens het consistorie van 30 september datzelfde jaar werd hij kardinaal-priester gecreëerd. De Santa Pudenziana werd zijn titelkerk.

## Wiseman en Gezelle
Wiseman had nauwe betrekkingen met het bisdom Brugge en zijn hogere geestelijkheid, in wie hij geïnteresseerde confraters vond, meer bepaald in bisschop Malou, voor het herstel van de katholieke eredienst in Het Verenigd Koninkrijk en voor het leveren van priesters om de Engelse clerus ter hulp te komen.
In 1858 bezocht hij het Klein Seminarie in Roeselare en bij zijn contacten trad de jonge leraar Guido Gezelle als tolk op. In 1860 werd Gezelle benoemd aan het English-Belgian Seminary in Brugge, een kweekschool voor Engelse priesters-missionarissen bestemd voor Engeland, die de volle steun van Wiseman had. Hij bezocht herhaaldelijk het seminarie aan de Langerei en er groeide een blijvende vriendschap tussen hem en Gezelle. In september 1861 ging Gezelle de kardinaal in Londen bezoeken. Hij genoot van zijn gastvrije tafel en toerde met hem rond in zijn koets doorheen Londen. Nadat hij in 1863 het Congres van Mechelen had bijgewoond, kwam Wiseman enkele dagen doorbrengen in het Engels seminarie in Brugge.
Wanneer Wiseman samen met de nieuwe bisschop Faict in 1864 door Charles van Caloen werd ontvangen op het kasteel van Loppem, was ook Gezelle aanwezig. De gesprekken tussen de beide vrienden liepen niet uitsluitend over religieuze onderwerpen. Een van de bekendste en luimigste gedichten van Gezelle, Boerke Naas, was gebaseerd op een verhaaltje dat Wiseman aan hem had verteld. Gezelle vertaalde ook een paar gedichten van Wiseman in het Nederlands.

## Overlijden
Kardinaal Wiseman overleed in 1865 en werd aanvankelijk begraven op Kensal Green Cemetry in Londen. In 1907 werd zijn lichaam overgebracht naar de crypte van de Kathedraal van Westminster, waarvan de bouw onder Wisemans aanvoering was begonnen.
- Bibsys: 90782585
- Biblioteca Nacional de España: XX926498
- Bibliothèque nationale de France: cb119293128 (data)
- Catàleg d'autoritats de noms i títols de Catalunya: 981058521636906706
- CiNii: DA07244772
- Gemeinsame Normdatei: 11880765X
- International Standard Name Identifier: 0000 0001 2138 6553
- Library of Congress Control Number: n81070656
- Bibliotheek van het Japanse parlement: 00527401
- Nationale Bibliotheek van Tsjechië: jn20010316250
- Nationale bibliotheek van Australië: 35615415
- Nationale Bibliotheek van Israël: 987007276639205171
- Nederlandse Thesaurus van Auteursnamen: 067985394
- Istituto Centrale per il Catalogo Unico: RAVV062007
- SNAC: w625285g
- Système universitaire de documentation: 027198596
- Museum of New Zealand Te Papa Tongarewa: 62198
- Trove: 1015636
- Virtual International Authority File: 71399207
- WorldCat: E39PBJrKVfjf6qTGwm8jYxJCcP